# Суськ (Польща)
Суськ (пол. Susk) — село в Польщі, у гміні Серпць Серпецького повіту Мазовецького воєводства.
Населення — 159 осіб (2011).
У 1975-1998 роках село належало до Плоцького воєводства.

## Демографія
Демографічна структура станом на 31 березня 2011 року:
|          | Загалом | Допрацездатний вік | Працездатний вік | Постпрацездатний вік |
| -------- | ------- | ------------------ | ---------------- | -------------------- |
| Чоловіки | 72      | 19                 | 45               | 8                    |
| Жінки    | 87      | 20                 | 47               | 20                   |
| Разом    | 159     | 39                 | 92               | 28                   |